# 唐·洛夫格兰
唐纳德·洛夫格兰（英語：Donald Lofgran，1928年11月18日—1976年6月17日），美国NBA联盟前职业篮球运动员。他在1950年的NBA选秀中第1轮第11顺位被西拉丘斯国民选中。